# Західний Калімантан
Західний Калімантан (індонез. Kalimantan Barat, також скорочено Kalbar) — провінція в Індонезії, на острові Калімантан. На південному сході межує з провінцією Центральний Калімантан, на сході — з провінцією Східний Калімантан, на півночі — з малайзійським штатом Саравак, на заході омивається водами протоки Карімата, що відділяє Калімантан від островів Банка, Белітунг та Суматра.
Населення — 4 395 983 осіб (2010), площа 147,3 тис. км². Адміністративний центр — місто Понтіанак, яке розташоване майже точно на екваторі.

## Географія
Західний Калімантан відомий як провінція «тисячі річок». Головною річкою є Капуас; інші великі річки: Ландак (індонез. Sungai Landak), Паван (індонез. Sungai Pawan), Самбас (індонез. Sungai Sambas), Мелаві (індонез. Sungai Melawi). Всі вони є судноплавними.
Клімат тропічний, вологий. Значна частина території провінції вкрита дощовим лісом.
Більшу частину Західного Калімантану займають низини, але на сході знаходяться гори Шванер та Мюллер, які утворюють природний кордон провінції. Найвищою вершиною є гора Батурая (2278 метрів над рівнем моря).
Уздовж морського узбережжя розташована низка великих і малих островів, переважно безлюдних.

## Адміністративний поділ

Мапа провінції Західний Калімантан

Провінція Західний Калімантан поділяється на 12 округів (індонез. kabupaten) та 2 міських муніципалітети (індонез. kota):
| №  | Адм. одиниця       | Адм. центр | Територія, км² | Населення, осіб (2022) |
| -- | ------------------ | ---------- | -------------- | ---------------------- |
| 1  | Самбас             | Самбас     | 5 938,00       | 640 578                |
| 2  | Бенгкаянг          | Бенгкаянг  | 5 488,61       | 290 464                |
| 3  | Ландак             | Нгабанг    | 8 430,71       | 405 156                |
| 4  | Мемпавах           | Мемпавах   | 1 935,42       | 308 640                |
| 5  | Сангау             | Сангау     | 12 452,22      | 490 607                |
| 6  | Кетапанг           | Кетапанг   | 30 018,68      | 575 579                |
| 7  | Сінтанг            | Сінтанг    | 22 025,79      | 429 357                |
| 8  | Капуас-Гулу        | Путусібау  | 31 318,25      | 263 090                |
| 9  | Секадау            | Секадау    | 5 979,04       | 216 260                |
| 10 | Мелаві             | Нангапінох | 10 122,51      | 209 673                |
| 11 | Північний Кайонг   | Сукадана   | 4 110,12       | 128 415                |
| 12 | Кубу-Райя          | Сунгайрайя | 8 549,29       | 611 223                |
| 13 | Понтіанак (місто)  |            | 118,21         | 673 129                |
| 14 | Сінгкаванг (місто) |            | 550,19         | 239 875                |
|    | Разом              |            | 147 307,04     | 5 482 046              |

## Економіка
Населення провінції займається переважно перелоговим землеробством, вирощують рис, кукурудзу, маніок. Є також плантації каучуку та кокосової пальми (отримують копру). На дрібних промислових підприємствах виробляють шліфований рис, пальмову олію, різьблені вироби з дерева, домоткане полотно, килимки, кошики.
Річки є основними транспортними магістралями регіону. Автомобільних доріг мало, вони з'єднують міста, розташовані у внутрішніх районах, з Понтіанаком та морським узбережжям.

## Етнічний склад населення
Населення Західного Калімантану складається з двох основних груп: корінних народів та мігрантів, що в різний час прибули на острів з інших районів Індонезії. Корінні народи відомі під загальною назвою даяки, вони складаються з великої кількості окремих етнічних груп, найвідомішими серед яких є кендаяни, клемантани (даяки землі, даяк-дарати), ібани, каяни, песагуани, отдануми. Найбільшими групами мігрантів є малайці (включаючи самбасів), китайці, яванці, мадурці, буги. Малайці є давніми мешканцями Західного Калімантану, мали тут власні держави (султанати Самбас, Мемпава, Сукадана, Понтіанак).
За даними переписів населення 2000 і 2010 років, етнічний склад населення Західного Калімантану був таким:
| Народи                        | Чисельність (2000) | Доля в населенні (2000) | Чисельність (2010) | Доля в населенні (2010) |
| ----------------------------- | ------------------ | ----------------------- | ------------------ | ----------------------- |
| Даяки                         | н/д                | н/д                     | 2 194 009          | 50,03 %                 |
| Кендаяни                      | 292 390            | 7,83 %                  | н/д                | в складі даяків         |
| Даяк-дарати                   | 275 914            | 7,39 %                  | н/д                | в складі даяків         |
| Песагуани                     | 178 933            | 4,79 %                  | н/д                | в складі даяків         |
| Малайці                       | 280 107            | 7,50 %                  | 814 550            | 18,57 %                 |
| Самбаси                       | 444 929            | 11,92 %                 | н/д                | в складі малайців       |
| Яванці                        | 341 173            | 9,14 %                  | 427 333            | 9,74 %                  |
| Китайці                       | 352 937            | 9,46 %                  | 358 451            | 8,17 %                  |
| Мадурці                       | 203 612            | 5,46 %                  | 274 869            | 6,27 %                  |
| Буги                          | 120 846            | 3,24 %                  | 137 239            | 3,13 %                  |
| Сунданці                      | 45 064             | 3,24 %                  | 49 503             | 1,13 %                  |
| Батаки                        | н/д                | н/д                     | 26 486             | 0,60 %                  |
| Інші народи Південної Суматри | н/д                | н/д                     | 23 386             | 0,53 %                  |
| Банджари                      | 24 117             | 0,65 %                  | 14 430             | 0,33 %                  |
| Інші                          | 1 172 397          | 31,41 %                 | 65 100             | 1,48 %                  |
| Всього                        | 3 732 419          | 100,00 %                | 4 385 356          | 100,00 %                |